# Gran Madre di Dio
De Gran Madre di Dio is een aan Maria, Moeder van God, gewijde rooms-katholieke kerk in Rome. De kerk is gelegen aan de Tiber, op het Piazzale Ponte Milvio, nabij de Milvische Brug, op het kruispunt van de Via Flaminia en de Via Cassia.
De kerk werd in 1931 gebouwd op last van paus Pius XI, ter nagedachtenis aan de vijftienhonderdste verjaardag van het Eerste Concilie van Efese, waar Maria's moederschap van God als dogma werd vastgesteld. De kerk werd ontworpen door Cesare Bazzani en kwam in 1933 gereed. De kerk is de thuisbasis van een parochie met dezelfde naam. De kerk is gebouwd in de vorm van een Grieks kruis. De hoofdingang wordt voorafgegaan door een veranda, die wordt bekroond door een fronton, steunend op driehoekige zuilen. De kerk heeft een hoge koepel, die wordt geflankeerd door twee kleine torens.

## Titelkerk
De kerk is in 1965 door paus Paulus VI verheven tot titelkerk. Houders van de titel Gran Madre di Dio waren:
- Agnelo Rossi (1965 - 1984)
- Ángel Suquía Goicoechea (1985-2006)
- Angelo Bagnasco (2007 -)